# Трактовое (Костанайская область)
Трактовое (каз. Трактовый) — село в Фёдоровском районе Костанайской области Казахстана. Входит в состав Первомайского сельского округа. Находится примерно в 22 км к юго-западу от районного центра, села Фёдоровка. Код КАТО — 396857400.

## Население
В 1999 году население села составляло 333 человека (169 мужчин и 164 женщины). По данным переписи 2009 года, в селе проживали 244 человека (109 мужчин и 135 женщин). По данным переписи 2021 года, в селе проживало 106 человек (57 мужчин и 49 женщин).